# Maret Merisaar

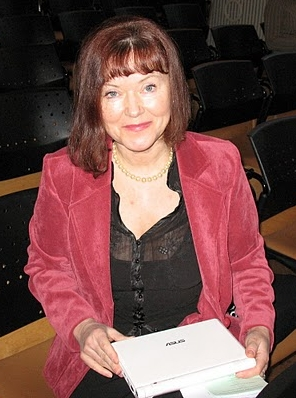
Maret Merisaar em 2008

Maret Merisaar (nascida em 13 de fevereiro de 1958 em Tallinn ) é uma bióloga e política da Estónia. Ela foi membro do XI Riigikogu .
Ela é membro dos Verdes da Estónia.